# Амихай (поселение)

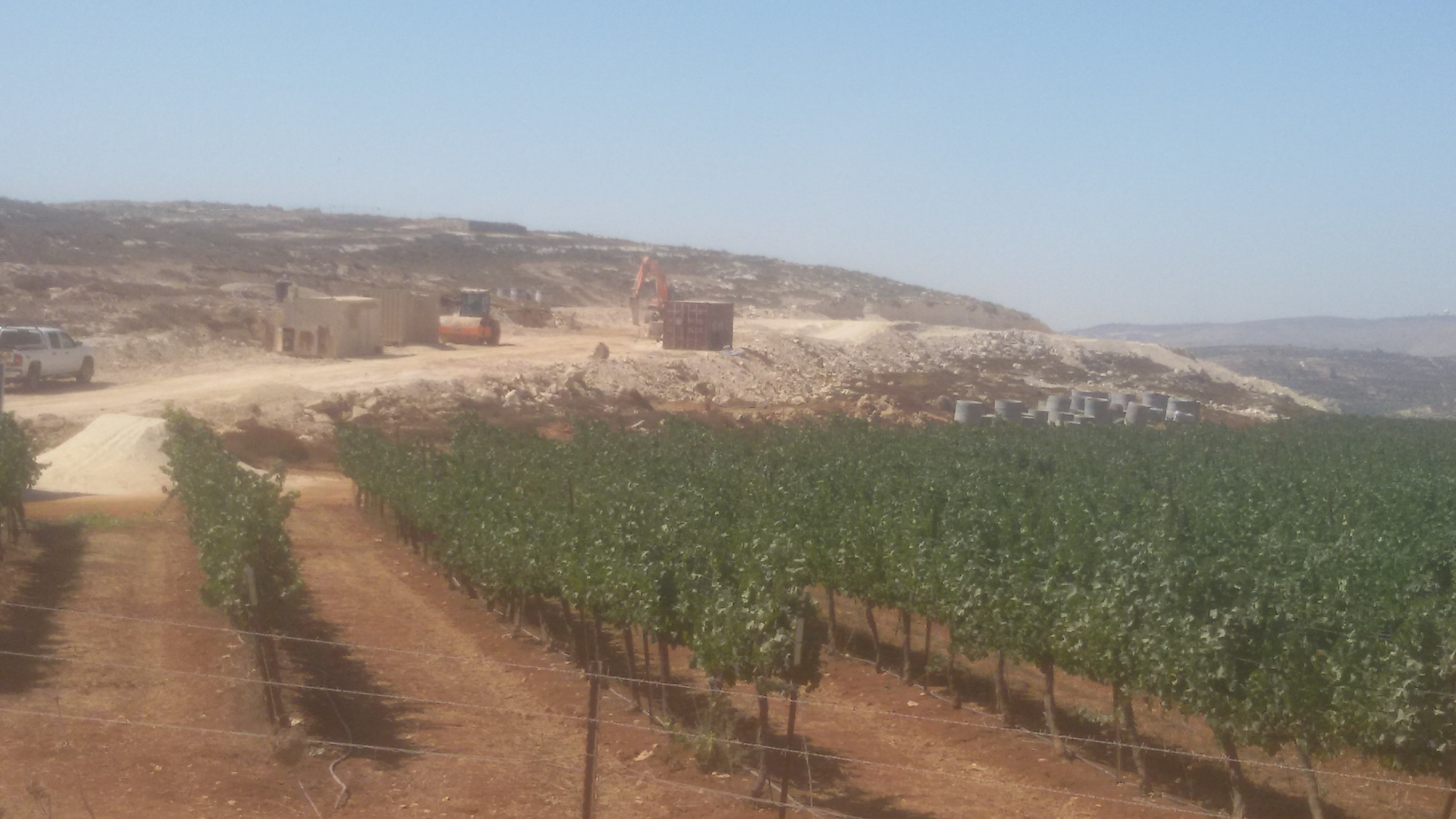
Строительная площадка поселения Амихай

Амиха́й (ивр. עמיחי‎) — израильское поселение на Западном берегу реки Иордан. Муниципально относится к региональному совету Мате-Биньямин. Амихай является первым израильским поселением основанным с нуля в Самарии по решению правительства Израиля после 1992 года.

## История основания
Основание нового поселения было обещано правительством жителям нелегального форпоста Амона эвакуированного по решению Верховного суда Израиля в феврале 2017 года. Решение израильского правительства номер 2583 об основании нового поселения было принято 30 марта 2017 года. Работы по строительству поселения начались 20 июня 2017 года (26 Сивана 5777 года по израильскому календарю). Первые единицы временного жилья были установлены 21 февраля 2018 года. Первые жители въехали в поселение 23 марта 2018.

## Население
По данным Центрального статистического бюро Израиля, население на начало 2020 года составляло 209 человек.

## География
Выделенная под строительство поселения Амихай территория расположена на высоте около 790 м на холмах в центральной части Самарийского горного хребта, около 30 км к северо-востоку от исторического ядра Иерусалима, около 20 км к юго-востоку от Шхема, и около 50 км к востоку от центра Тель-Авива. Поселение подключено к транспортной сети Самарии через дорогу ведущую от шоссе 60 к поселению Шило, а затем к шоссе 458 (известному под названием шоссе Алона).